# 브래드 릴런드
브래드 릴런드(영어: Brad Leland, 1954년 9월 15일 ~ )는 미국의 배우이다.

## 출연 작품
- 랜드 (2020)
- 더 도메스틱 (2018)
- 딥워터 호라이즌 (2016)
- 플러터 (2013)
- 프라이데이 나잇 라이츠 5 (2010)
- 안나 성당의 기적 (2008)
- 핸콕 (2008)
- 워킹 톨 2 - 페이백 (2007)
- 프라이데이 나잇 라이츠 (2006)
- 더 리턴 (2006)
- 무모한 도전 (2005)
- 프라이데이 나잇 라이트 (2004)
- 패트리어트 (1998)
- 지옥의 저주 (1997)
- 온리 스릴 (1997)
- 과거의 잔해 (1997)
- 캐딜락 랜치 (1996)
- 심층 (1995)
- 남과 북 3 (1994)
- 러브 앤 A. 45 (1994)
- 리 오스왈드 (1993)
- 시티 레인져 (1993)
- 루비 (1992)
- 스트레인저 앳 마이 도어 (1991)
- 샤이 피플 (1987)
- 스퀘어 댄스 (1987)
- 비밀 경찰관 (1987)
- 댈턴: 코드 오브 벤젠스 2 (1986)